# Lijst van afleveringen van Touched By An Angel
Dit is een lijst met afleveringen van de Amerikaanse televisieserie Touched By An Angel. De serie telt 9 seizoenen. Een overzicht van alle afleveringen is hieronder te vinden.

## Seizoen 1
| Nr. | Titel aflevering               | Uitzenddatum VS   |
| --- | ------------------------------ | ----------------- |
| 1   | The Southbound Bus             | 21 september 1994 |
| 2   | Show Me the Way Home           | 28 september 1994 |
| 3   | Tough Love                     | 12 oktober 1994   |
| 4   | Fallen Angela                  | 19 oktober 1994   |
| 5   | Cassie's Choice                | 26 oktober 1994   |
| 6   | The Heart of the Matter        | 2 november 1994   |
| 7   | An Unexpected Snow             | 7 december 1994   |
| 8   | Manny                          | 14 december 1994  |
| 9   | Fear Not                       | 25 december 1994  |
| 10  | There But for the Grace of God | 25 februari 1995  |
| 11  | The Hero                       | 4 maart 1995      |

## Seizoen 2
| Nr. | Titel aflevering              | Uitzenddatum VS   |
| --- | ----------------------------- | ----------------- |
| 1   | Interview with an Angel       | 23 september 1995 |
| 2   | Trust                         | 30 september 1995 |
| 3   | Sympathy for the Devil        | 7 oktober 1995    |
| 4   | The Driver                    | 14 oktober 1995   |
| 5   | Angels on the Air             | 21 oktober 1995   |
| 6   | In the Name of God            | 28 oktober 1995   |
| 7   | Reunion                       | 4 november 1995   |
| 8   | Operation Smile               | 11 november 1995  |
| 9   | The Big Bang                  | 25 november 1995  |
| 10  | Unidentified Female           | 2 december 1995   |
| 11  | The Feather                   | 16 december 1995  |
| 12  | The One That Got Away         | 6 januari 1996    |
| 13  | Til We Meet Again             | 13 januari 1996   |
| 14  | Rock 'N' Roll Dad             | 20 januari 1996   |
| 15  | Indigo Angel                  | 3 februari 1996   |
| 16  | Jacob's Ladder                | 10 februari 1996  |
| 17  | Out of the Darkness           | 17 februari 1996  |
| 18  | Lost and Found                | 24 februari 1996  |
| 19  | Dear God                      | 9 maart 1996      |
| 20  | The Portrait of Mrs. Campbell | 23 maart 1996     |
| 21  | The Quality of Mercy          | 27 april 1996     |
| 22  | Flesh and Blood               | 4 mei 1996        |
| 23  | Birthmarks                    | 11 mei 1996       |
| 24  | Statute of Limitations        | 18 mei 1996       |

## Seizoen 3
| Nr. | Titel aflevering           | Uitzenddatum VS   |
| --- | -------------------------- | ----------------- |
| 1   | Promised Land              | 15 september 1996 |
| 2   | A Joyful Noise             | 21 september 1996 |
| 3   | Random Acts                | 22 september 1996 |
| 4   | Sins of the Father         | 29 september 1996 |
| 5   | Written in Dust            | 6 oktober 1996    |
| 6   | Secret Service             | 13 oktober 1996   |
| 7   | Angels Anonymous           | onbekend          |
| 8   | Groundrush                 | 27 oktober 1996   |
| 9   | The Sky Is Falling         | 3 november 1996   |
| 10  | Something Blue             | 10 november 1996  |
| 11  | Into the Light             | 17 november 1996  |
| 12  | The Homecoming: Part 1     | 24 november 1996  |
| 13  | The Journalist             | 1 december 1996   |
| 14  | The Violin Lesson          | 22 december 1996  |
| 15  | Forget-Me-Not              | 12 januari 1997   |
| 16  | Smokescreen                | 19 januari 1997   |
| 17  | Crisis of Faith            | 2 februari 1997   |
| 18  | Angel of Death             | 9 februari 1997   |
| 19  | Clipped Wings              | 16 februari 1997  |
| 20  | Amazing Grace: Part 1      | 23 februari 1997  |
| 21  | Amazing Grace: Part 2      | 25 februari 1997  |
| 22  | Labor of Love              | 9 maart 1997      |
| 23  | Have You Seen Me?          | 16 maart 1997     |
| 24  | Last Call                  | 30 maart 1997     |
| 25  | Missing in Action          | 13 april 1997     |
| 26  | At Risk                    | 27 april 1997     |
| 27  | Full Moon                  | 4 mei 1997        |
| 28  | An Angel by Any Other Name | 10 mei 1997       |
| 29  | Inherit the Wind           | 11 mei 1997       |
| 30  | A Delicate Balance         | 18 mei 1997       |

## Seizoen 4
| Nr. | Titel aflevering                   | Uitzenddatum VS   |
| --- | ---------------------------------- | ----------------- |
| 1   | The Road Home: Part 1              | 21 september 1997 |
| 2   | Great Expectations                 | 28 september 1997 |
| 3   | Nothing But Net                    | 5 oktober 1997    |
| 4   | Children of the Night              | 12 oktober 1997   |
| 5   | Jones vs. God                      | 19 oktober 1997   |
| 6   | The Pact                           | 26 oktober 1997   |
| 7   | Sandcastles                        | 28 november 1997  |
| 8   | My Dinner with Andrew              | 9 november 1997   |
| 9   | Charades                           | 16 november 1997  |
| 10  | The Comeback                       | 23 november 1997  |
| 11  | Venice                             | 7 december 1997   |
| 12  | It Came Upon a Midnight Clear      | 21 december 1997  |
| 13  | Deconstructing Harry               | 4 januari 1998    |
| 14  | The Trigger                        | 11 januari 1998   |
| 15  | Doodlebugs                         | 18 januari 1998   |
| 16  | Redeeming Love                     | 1 februari 1998   |
| 17  | Flights of Angels                  | 1 maart 1998      |
| 18  | Breaking Bread                     | 8 maart 1998      |
| 19  | God and Country                    | 15 maart 1998     |
| 20  | How Do You Spell Faith?            | 29 maart 1998     |
| 21  | Seek and Ye Shall Find             | 5 april 1998      |
| 22  | Cry and You Cry Alone              | 12 april 1998     |
| 23  | Perfect Little Angel               | 26 april 1998     |
| 24  | Elijah                             | 3 mei 1998        |
| 25  | Last Dance                         | 10 mei 1998       |
| 26  | The Spirit of Liberty Moon: Part 1 | 17 mei 1998       |
| 27  | The Spirit of Liberty Moon: Part 2 | 17 mei 1998       |

## Seizoen 5
| Nr. | Titel aflevering           | Uitzenddatum VS   |
| --- | -------------------------- | ----------------- |
| 1   | Miles to Go Before I Sleep | 20 september 1998 |
| 2   | Vengeance Is Mine: Part 1  | 27 september 1998 |
| 3   | What Are Friends For?      | 4 oktober 1998    |
| 4   | Only Connect               | 11 oktober 1998   |
| 5   | Lady of the Lake           | 18 oktober 1998   |
| 6   | Beautiful Dreamer          | 25 oktober 1998   |
| 7   | I Do                       | 1 november 1998   |
| 8   | The Wind Beneath My Wings  | 8 november 1998   |
| 9   | Psalm 151                  | 15 november 1998  |
| 10  | The Peacemaker             | 22 november 1998  |
| 11  | An Angel on the Roof       | 13 december 1998  |
| 12  | Fool for Love              | 3 januari 1999    |
| 13  | The Medium and the Message | 10 januari 1999   |
| 14  | My Brother's Keeper        | 7 februari 1999   |
| 15  | On Edge                    | 14 februari 1999  |
| 16  | The Man Upstairs           | 21 februari 1999  |
| 17  | Family Business            | 28 februari 1999  |
| 18  | The Anatomy Lesson         | 7 maart 1999      |
| 19  | Jagged Edges               | 28 maart 1999     |
| 20  | Into the Fire              | 4 april 1999      |
| 21  | Made in the U.S.A.         | 11 april 1999     |
| 22  | Full Circle                | 25 april 1999     |
| 23  | Black Like Monica          | 2 mei 1999        |
| 24  | Fighting the Good Fight    | 9 mei 1999        |
| 25  | Hearts                     | 16 mei 1999       |
| 26  | Godspeed                   | 23 mei 1999       |

## Seizoen 6
| Nr. | Titel aflevering                      | Uitzenddatum VS   |
| --- | ------------------------------------- | ----------------- |
| 1   | Such a Time as This                   | 26 september 1999 |
| 2   | The Compass                           | 3 oktober 1999    |
| 3   | The Last Day of the Rest of Your Life | 10 oktober 1999   |
| 4   | The Letter                            | 17 oktober 1999   |
| 5   | Til Death Do Us Part                  | 24 oktober 1999   |
| 6   | The Occupant                          | 31 oktober 1999   |
| 7   | Voice of an Angel                     | 14 november 1999  |
| 8   | The Whole Truth and Nothing But...    | 21 november 1999  |
| 9   | Then Sings My Soul                    | 28 november 1999  |
| 10  | The Christmas Gift                    | 12 december 1999  |
| 11  | Millennium                            | 2 januari 2000    |
| 12  | With God as My Witness                | 9 januari 2000    |
| 13  | A House Divided                       | 23 januari 2000   |
| 14  | The Perfect Game                      | 20 februari 2000  |
| 15  | Buy Me a Rose                         | 6 februari 2000   |
| 16  | Life Before Death                     | 13 februari 2000  |
| 17  | Here I Am                             | 27 februari 2000  |
| 18  | Bar Mitzvah                           | 12 maart 2000     |
| 19  | True Confessions                      | 19 maart 2000     |
| 20  | Quality Time                          | 2 april 2000      |
| 21  | Living the Rest of My Life            | 9 april 2000      |
| 22  | Stealing Hope                         | 23 april 2000     |
| 23  | Monica's Bad Day                      | 30 april 2000     |
| 24  | A Clown's Prayer                      | 7 mei 2000        |
| 25  | Mother's Day                          | 14 mei 2000       |
| 26  | Pandora's Box                         | 21 mei 2000       |

## Seizoen 7
| Nr. | Titel aflevering                  | Uitzenddatum VS  |
| --- | --------------------------------- | ---------------- |
| 1   | The Face on the Bar Room Floor    | 15 oktober 2000  |
| 2   | Legacy                            | 22 oktober 2000  |
| 3   | The Invitation                    | 29 oktober 2000  |
| 4   | Restoration                       | 5 november 2000  |
| 5   | Finger of God                     | 12 november 2000 |
| 6   | The Empty Chair                   | 19 november 2000 |
| 7   | God Bless the Child               | 26 november 2000 |
| 8   | Reasonable Doubt                  | 3 december 2000  |
| 9   | The Grudge                        | 10 december 2000 |
| 10  | An Angel on My Tree               | 17 december 2000 |
| 11  | Mi Familia                        | 7 januari 2001   |
| 12  | The Lord Moves in Mysterious Ways | 21 januari 2001  |
| 13  | A Death in the Family             | 4 februari 2001  |
| 14  | Bringer of Light                  | 11 februari 2001 |
| 15  | Thief of Hearts                   | 18 februari 2001 |
| 16  | Winners, Losers & Leftovers       | 25 februari 2001 |
| 17  | I Am an Angel                     | 11 maart 2001    |
| 18  | Visions of Thy Father             | 18 maart 2001    |
| 19  | The Penalty Box                   | 18 april 2001    |
| 20  | Band of Angels                    | 15 april 2001    |
| 21  | The Sign of the Dove              | 22 april 2001    |
| 22  | The Face of God                   | 29 april 2001    |
| 23  | Netherlands                       | 6 mei 2001       |
| 24  | Shallow Water: Part 1             | 13 mei 2001      |
| 25  | Shallow Water: Part 2             | 20 mei 2001      |

## Seizoen 8
| Nr. | Titel aflevering         | Uitzenddatum VS   |
| --- | ------------------------ | ----------------- |
| 1   | Holy of Holies           | 29 september 2001 |
| 2   | The Perfect Game         | 6 oktober 2001    |
| 3   | The Birthday Present     | 13 oktober 2001   |
| 4   | Manhunt                  | 20 oktober 2001   |
| 5   | Chutzpah                 | 27 oktober 2001   |
| 6   | Famous Last Words        | 27 oktober 2001   |
| 7   | Most Likely to Succeed   | 10 november 2001  |
| 8   | Heaven's Portal          | 24 november 2001  |
| 9   | When Sunny Gets Blue     | 1 december 2001   |
| 10  | Angels Anonymous         | 15 december 2001  |
| 11  | A Winter Carol           | 16 december 2001  |
| 12  | The Last Chapter         | 12 januari 2002   |
| 13  | Ship-In-A-Bottle         | 26 januari 2002   |
| 14  | The Blue Angel           | 2 februari 2002   |
| 15  | Secrets and Lies         | 2 maart 2002      |
| 16  | The Princeless Bride     | 9 maart 2002      |
| 17  | Hello, I Love You        | 6 april 2002      |
| 18  | Minute by Minute         | 13 april 2002     |
| 19  | The Bells of St. Peters  | 4 mei 2002        |
| 20  | The Impossible Dream     | 4 mei 2002        |
| 21  | For All the Tea in China | 5 mei 2002        |
| 22  | Forever Young            | 11 mei 2002       |

## Seizoen 9
| Nr. | Titel aflevering               | Uitzenddatum VS   |
| --- | ------------------------------ | ----------------- |
| 1   | A Rock and a Hard Place        | 28 september 2002 |
| 2   | The Sixteenth Minute           | 5 oktober 2002    |
| 3   | Two Sides to Every Angel       | 12 oktober 2002   |
| 4   | The Word                       | 19 oktober 2002   |
| 5   | A Feather on the Breath of God | 26 oktober 2002   |
| 6   | Jump!                          | 2 november 2002   |
| 7   | Bring on the Rain              | 9 november 2002   |
| 8   | Remembering Me: Part 1         | 16 november 2002  |
| 9   | Remembering Me: Part 2         | 23 november 2002  |
| 10  | The Christmas Watch            | 21 december 2002  |
| 11  | Private Eyes                   | 11 januari 2003   |
| 12  | And a Nightingale Sang         | 8 februari 2003   |
| 13  | The Root of All Evil           | 25 januari 2003   |
| 14  | A Time for Every Purpose       | 1 februari 2003   |
| 15  | As It Is in Heaven             | 15 februari 2003  |
| 16  | Song for My Father             | 22 februari 2003  |
| 17  | The Good Earth                 | 1 maart 2003      |
| 18  | Virtual Reality                | 15 maart 2003     |
| 19  | The Show Must Not Go On        | 12 april 2003     |
| 20  | At the End of the Aisle        | 19 april 2003     |
| 21  | I Will Walk with You: Part 1   | 26 april 2003     |
| 22  | I Will Walk with You: Part 2   | 27 april 2003     |